# Trirhithrum bimaculatum
Trirhithrum bimaculatum
 es una especie de insecto del género Trirhithrum de la familia Tephritidae del orden Diptera. 
Roder la describió científicamente por primera vez en el año 1885.